# Enyo
Enyo (altgriechisch Ἐνυώ Enyṓ) ist in der griechischen Mythologie die Göttin des blutigen Nahkampfs. Sie ist das weibliche Gegenstück zu Enyalios, von dessen Name der ihre eine Kurzform ist. In der römischen Mythologie wurde sie mit der Kriegsgöttin Bellona identifiziert. Strabon setzt die im kappadokischen Komana und in Komana Pontika verehrte  Gottheit Ma mit Enyo gleich.
In Homers Ilias erscheint sie gemeinsam mit Athene und Ares, mit dem sie die Trojaner zum Kampf ermutigt. Ihr Erkennungszeichen ist der Daimon des Nahkampfes Kydoimos, den sie wie eine Waffe schwingt.
Bei Quintus von Smyrna ist sie die Tochter von Zeus und Hera. Sie erscheint als Mutter, Tochter oder Amme des Ares und als Schwester des Krieges. Ihr Name wird in der Dichtung, wie der des Ares, auch als Synonym für den Krieg benutzt. Bei Eustathios ist sie die Mutter des Enyalios. Gemeinsam mit Deimos und Phobos mischt sie sich schweiß- und blutbedeckt unter die Kämpfenden und erfreut sich an der blutgetränkten Erde des Schlachtfeldes.
Im Ares-Tempel in Athen gab es nach Pausanias ein Gemälde der Enyo. Bei Aischylos kommt sie neben Enyalios, Ares und Athena Areia im ephebischen Eid vor.